# Videmattvävare
Videmattvävare (Kaestneria dorsalis) är en spindelart som först beskrevs av Karl Friedrich Wider 1834.  Videmattvävare ingår i släktet Kaestneria och familjen täckvävarspindlar. Arten är reproducerande i Sverige. Inga underarter finns listade i Catalogue of Life.